# Sarah Schachner
Sarah Schachner (ur. 27 marca 1988 w Filadelfii) – amerykańska kompozytorka, producentka i multiinstrumentalistka tworząca ścieżki dźwiękowe do filmów, seriali telewizyjnych oraz gier komputerowych.

## Biografia
Wychowała się na przedmieściach Filadelfii, gdzie w wieku pięciu lat rozpoczęła naukę gry na fortepianie oraz na skrzypcach niedługo później. Z czasem do swojego repertuaru dodała także altówkę i wiolonczelę, na których grała z członkami rodziny, w zespole jazzowym oraz orkiestrze.
Po ukończeniu Berklee College of Music przeniosła się do Los Angeles. Swoją karierę zaczynała pomagając Brianowi Tylerowi, który tworzył muzykę do filmów, a zaczynał tworzenie muzyki do gier komputerowych. Powierzył on jej pracę nad muzyką do Call of Duty: Modern Warfare 3. Przy jej tworzeniu zaczęła stosować także muzykę symfoniczną oraz syntezatory.

## Dyskografia

### Ścieżki dźwiękowe
| Rok wydania | Tytuł                                | Reżyser          | Wydawca                 | Uwagi                          |
| ----------- | ------------------------------------ | ---------------- | ----------------------- | ------------------------------ |
| 2010        | Cool It                              | Ondi Timoner     | Roadside Attractions    | wspólnie z N’oa Winter Lazerus |
| 2010        | She Believes in Fate                 | Douglas Lamore   | Charlatan Studios       | film krótkometrażowy           |
| 2011        | Remains                              | Colin Theys      | Chiller Films           |                                |
| 2012        | Promesas                             | Aaron Celious    |                         | film krótkometrażowy           |
| 2013        | UnHung Hero                          | Brian Spitz      | Breaking Glass Pictures |                                |
| 2015        | Projekt Lazarus (The Lazarus Effect) | David Gelb       | Relativity Media        |                                |
| 2022        | Prey                                 | Dan Trachtenberg | 20th Century Studios    |                                |

#### Współpraca
| Rok wydania | Tytuł                                      | Reżyser         | Wydawca              | Uwagi                        |
| ----------- | ------------------------------------------ | --------------- | -------------------- | ---------------------------- |
| 2012        | John ginie na końcu (John Dies at the End) | Don Coscarelli  | Magnet Releasing     | dodatkowa muzyka             |
| 2012        | Niezniszczalni 2 (The Expendables 2)       | Simon West      | Lionsgate            | dodatkowa muzyka i aranżacja |
| 2013        | Iron Man 3                                 | Shane Black     | Marvel Studios       | dodatkowa muzyka i aranżacja |
| 2013        | Iluzja (Now You See Me)                    | Louis Leterrier | Summit Entertainment | dodatkowa muzyka i aranżacja |
| 2016        | Iluzja 2 (Now You See Me 2)                | Jon M. Chu      | Summit Entertainment | dodatkowa muzyka i aranżacja |

### Telewizja
| Rok wydania | Tytuł               | Stacja            | Uwagi                                     |
| ----------- | ------------------- | ----------------- | ----------------------------------------- |
| 2010        | Brew Masters        | Discovery Channel |                                           |
| 2011        | Brygada (The Troop) | Nickelodeon       |                                           |
| 2015        | Chef's Table        | Netflix           | odcinki: "Massimo Bottura" i "Jordi Roca" |

### Gry komputerowe
| Rok wydania | Tytuł                          | Studio          | Uwagi                                         |
| ----------- | ------------------------------ | --------------- | --------------------------------------------- |
| 2014        | Assassin’s Creed: Unity        | Ubisoft         | wspólnie z Chrisem Tiltonem i Ryanem Amonem   |
| 2016        | Call of Duty: Infinite Warfare | Activision      |                                               |
| 2017        | Assassin’s Creed Origins       | Ubisoft         |                                               |
| 2019        | Anthem                         | Electronic Arts |                                               |
| 2019        | Call of Duty: Modern Warfare   | Activision      |                                               |
| 2020        | Assassin’s Creed Valhalla      | Ubisoft         | wspólnie z Jesperem Kydem i Einarem Selvikiem |

#### Współpraca
| Rok wydania | Tytuł                           | Studio          | Uwagi                        |
| ----------- | ------------------------------- | --------------- | ---------------------------- |
| 2011        | Call of Duty: Modern Warfare 3  | Activision      | dodatkowa muzyka i aranżacja |
| 2011        | Need for Speed: The Run         | Electronic Arts | dodatkowa muzyka             |
| 2012        | Far Cry 3                       | Ubisoft         | dodatkowa muzyka             |
| 2013        | Army of Two: The Devil’s Cartel | Electronic Arts | dodatkowa muzyka             |
| 2013        | Assassin’s Creed IV: Black Flag | Ubisoft         | dodatkowa muzyka i aranżacja |

## Nagrody i nominacje
| Rok  | Nagroda       | Wynik     | Kategoria                                                                                        | Nominowana praca               |
| ---- | ------------- | --------- | ------------------------------------------------------------------------------------------------ | ------------------------------ |
| 2014 | IFMCA Awards  | Nominacja | Najlepsza muzyka oryginalna do gry komputerowej lub media interaktywne (wraz z Chrisem Tiltonem) | Assassin’s Creed: Unity        |
| 2016 | NAVGTR Awards | Nominacja | Zbiór piosenek                                                                                   | Call of Duty: Infinite Warfare |
| 2017 | NAVGTR Awards | Nominacja | Dramatyczna muzyka oryginalna - franczyza                                                        | Assassin’s Creed Origins       |
| 2019 | HMMA Awards   | Wygrana   | Najlepsza muzyka oryginalna - gry komputerowe                                                    | Call of Duty: Modern Warfare   |
| 2019 | NAVGTR Awards | Nominacja | Dramatyczna muzyka oryginalna - nowa IP                                                          | Anthem                         |
| 2019 | NAVGTR Awards | Nominacja | Dramatyczna muzyka oryginalna - franczyza                                                        | Call of Duty: Modern Warfare   |